# Xylophanes anubus
Espèce
Xylophanes anubus  est une espèce de lépidoptères de la famille des Sphingidae, de la sous-famille des Macroglossinae, tribu des Macroglossini, sous-tribu des Choerocampina. C'est l'espèce type pour le genre.

## Description
L' envergure varie de 97 à 102 mm. Les femelles sont plus grandes que les mâles. C'est une espèce très variable en termes de taille et de degré de développement des lignes obliques de la partie supérieure antérieure. La marge costale de l'aile est souvent assez fortement convexe et le sommet est recourbé. L'abdomen comporte trois lignes dorsales, la ligne médiane est généralement la plus distincte mais peut être absente et les lignes latérales sont parfois réduites à des rangées de points. La partie supérieure antérieure de l'aile est avec ou sans nuage sombre distal par rapport à la cellule discale. Il y a sept lignes obliques présentes dont la troisième est la plus lourde.

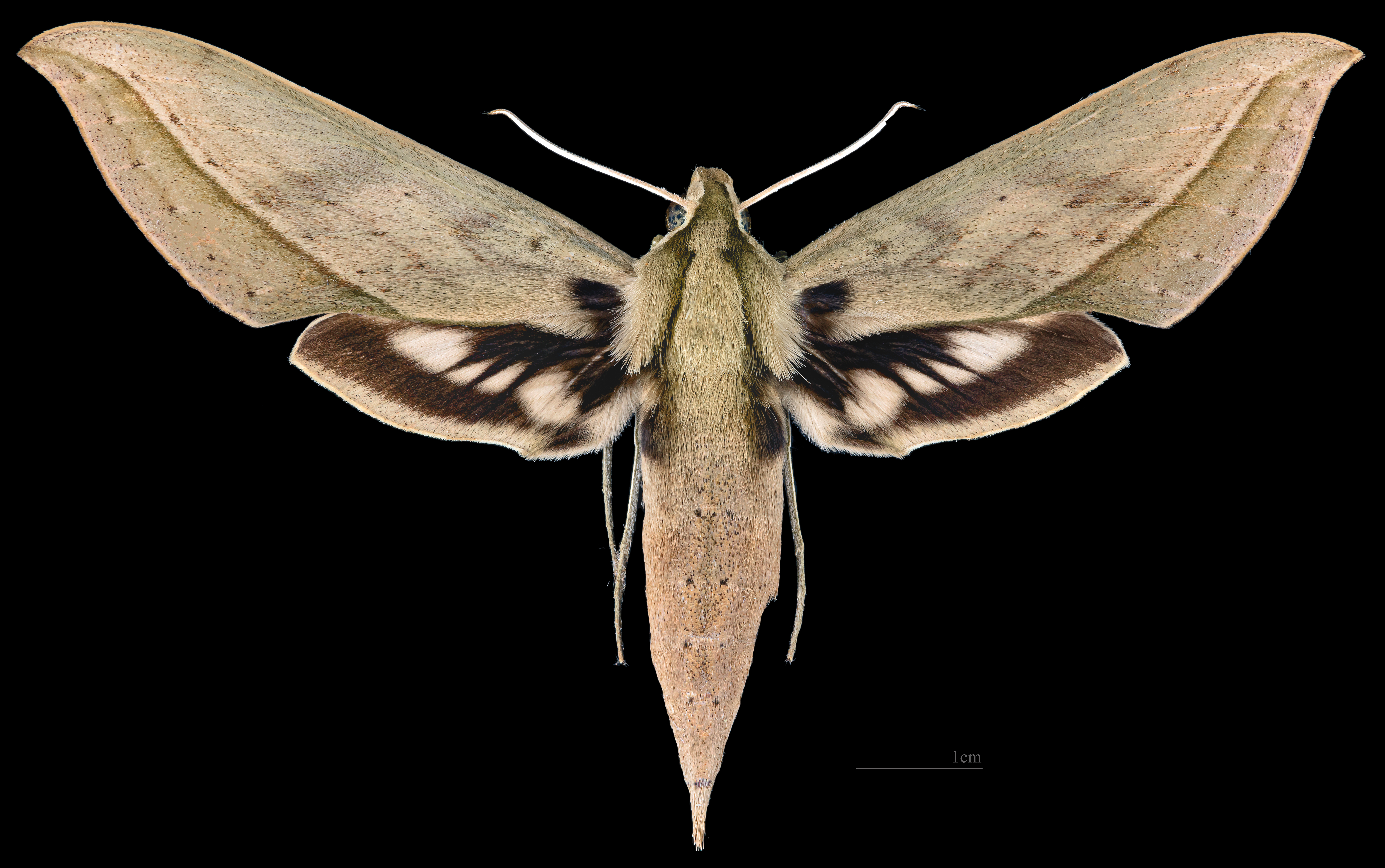
Avers de la femelle
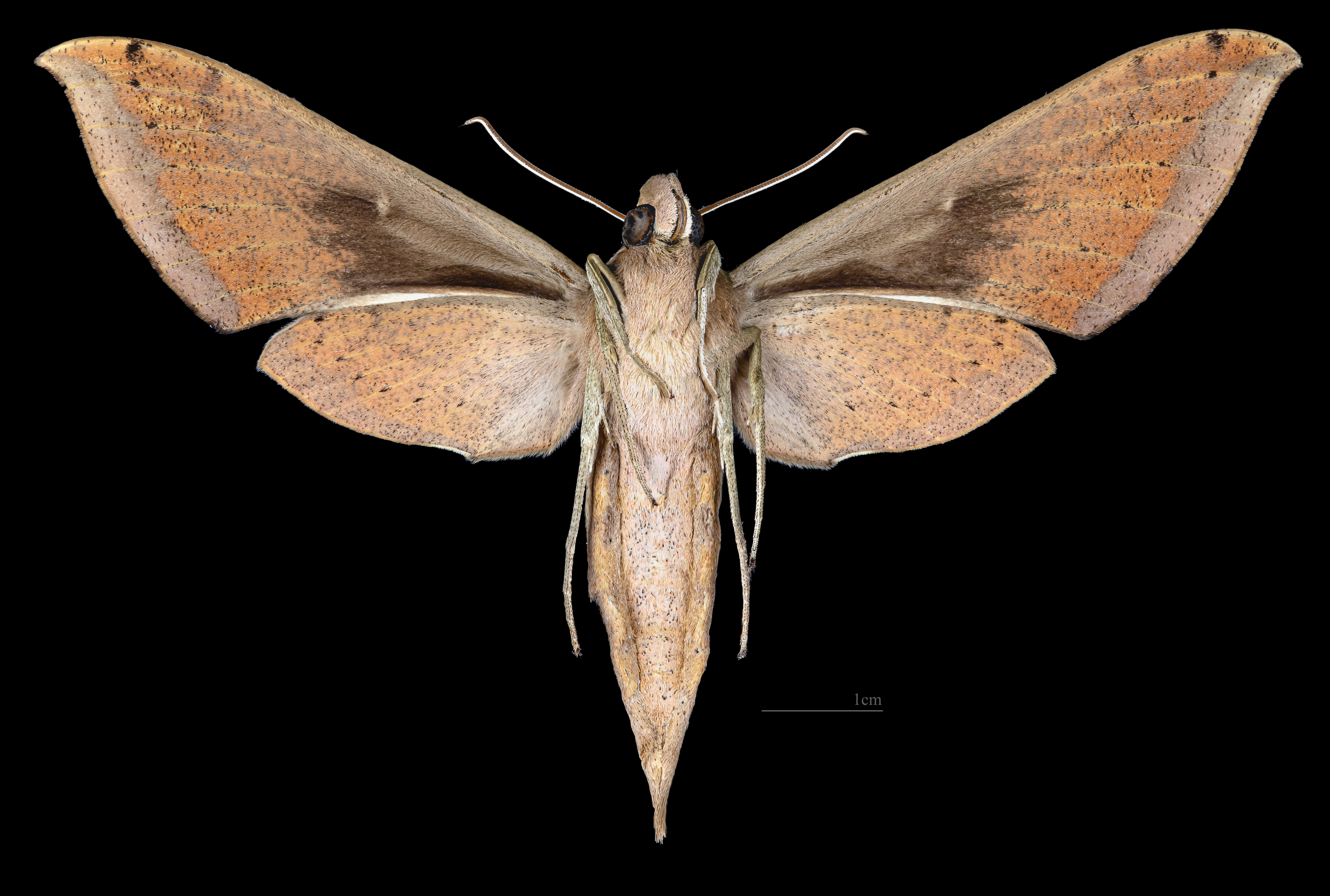
Revers de la femelle

## Biologie
Les larves se nourrissent sur Psychotria panamensis, Psychotria chiapensis, Psychotria psychotriifolia, Psychotria nervosa et sur le genre Garrobo.

## Distribution
Il se trouve au Surinam, Guyane, Mexique, Belize, Nicaragua, Costa Rica, au sud du Brésil, Bolivie et Argentine.

## Systématique
- L'espèce Xylophanes anubus  a été décrite par l'entomologiste hollandais Pieter Cramer en 1777, sous le nom initial de Sphinx anubus[1].
- La localité type est le Surinam.

### Synonymie
- Sphinx anubus Cramer, 1777 Protonyme
- Chaerocampa nitidula Clemens, 1859 [2]
- Choerocampa laevis Grote & Robinson, 1866
- Choerocampa miradoris Boisduval, 1875
- Choerocampa alcides Boisduval, 1875
- Xylophanes alegrensis Closs, 1915
- Xylophanes anubus infernalis Gehlen, 1926
- Xylophanes anubus paraguayensis Gehlen, 1933